# Amerikanische rote Himbeere

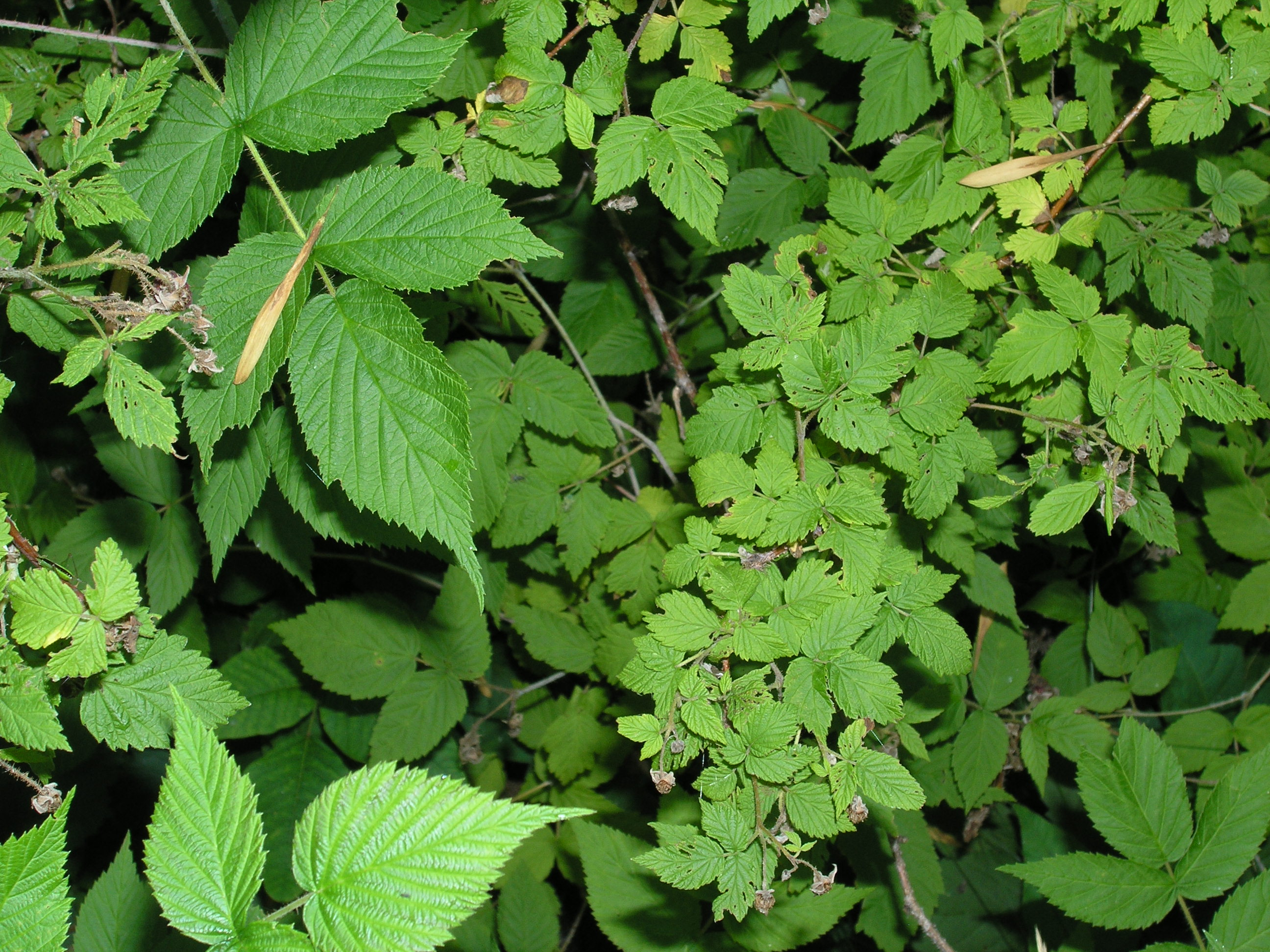
Rubus strigosus: Laubwerk mit den großen Blättern der erstjährigen und den kleinen Blättern der zweitjährigen Sprosse

Die Amerikanische Rote Himbeere (Rubus strigosus, englisch American red raspberry oder American raspberry) ist eine Pflanzenart aus der Familie der Rosengewächse, die in Nordamerika beheimatet ist. Sie wurde oft als Varietät oder Unterart der nahe verwandten eurasischen Rubus idaeus (Himbeere) betrachtet, wird aber gegenwärtig eher als eigenständige Art angesehen. Viele der kommerziell angebauten Himbeer-Sorten sind Hybride aus Rubus strigosus und Rubus idaeus.

## Beschreibung
Rubus strigosus ist eine ausdauernde Pflanze mit zweijährigen Trieben („Ranken“), die aus dem ausdauernden Wurzelsystem hervorgehen. Im ersten Jahr wächst der Spross schnell zu seiner vollen Höhe von 0,5 … 2 Metern heran und verzweigt dabei nicht. Er besitzt große gefiederte Blätter mit drei oder fünf (selten sieben) Blättchen; normalerweise bringt er keine Blüten hervor. Im zweiten Jahr wird dieser Spross nicht größer, sondern produziert mehrere Seitentriebe, an denen kleinere Blätter mit jeweils drei Blättchen sitzen.
Die Blüten werden im Spätfrühling an kurzen Blütenstielen an den Spitzen der Seitentriebe hervorgebracht. Jede Blüte hat fünf weiße Kronblätter von 4 … 7 Millimetern Länge. Die Frucht hat einen Durchmesser von 1 … 1,2 Zentimetern, ist rot, essbar und von süßsauerem Geschmack. Sie reift im Spätsommer und Frühherbst. Im botanischen Sinn handelt es sich nicht um eine Beere, sondern um eine Sammelfrucht aus zahlreichen Steinfrüchten um einen zentralen Kern.

## Taxonomie
Unter Botanikern gab es eine lange Debatte über die taxonomische Einordnung der eurasischen und amerikanischen roten Himbeeren, darunter eine Sicht, alle zirkumpolar in der borealen Zone anzutreffenden Arten mit Rubus idaeus zu benennen, und die anderen in zwei oder mehr Arten innerhalb dieser Gruppe zusammenzufassen. Fernald bezweifelte dies, doch Bailey und viele andere beharrten darauf. Die beiden Arten haben viele Gemeinsamkeiten und sind daher vielleicht erst vor Kurzem aus einem gemeinsamen Vorfahren hervorgegangen, was zu Differenzen in der taxonomischen Interpretation führte, insbesondere in Bezug auf die eher intermediären asiatischen Pflanzen. Ein gebräuchlicher aktueller Ansatz, dem hier gefolgt wird, besteht darin, die nordamerikanischen roten Himbeeren als Rubus strigosus und nur die eurasischen Pflanzen als Rubus idaeus aufzufassen. Wenn die Arten kombiniert werden, wie dies in einigen kürzlich erschienenen Publikationen geschah, werden die eurasischen Pflanzen mit Rubus idaeus subsp. idaeus (oder Rubus idaeus var. idaeus) und die amerikanischen Pflanzen als Rubus idaeus subsp. strigosus (oder Rubus idaeus var. strigosus) bezeichnet. Verschiedene Interpretationen erfolgten auch bezüglich der Einordnung mehrerer ostasiatischer Populationen dieser Gruppe, von denen einige von den einen als weitere Unterarten (subsp.) oder Varietäten (var.) aufgefasst wurden, von anderen gleich als neue Arten. Die größte äußerliche Differenz ist normalerweise das Vorhandensein von Drüsenhaaren auf den erstjährigen Sprossen, Blattstielen, Blütenstielen und Kelchblättern bei Rubus strigosus, die Rubus idaeus fehlen.

## Verbreitung
Rubus strigosus ist in Nordamerika weit verbreitet, insbesondere in den eher borealen Regionen. Einige Autoren beziehen auch verschiedene Himbeeren in Ostasien, namentlich östlich des Aerhtal Shan (Mongolischer Altai) in der Mongolei bis nach Dongbei (Mandschurei) und Japan in dieses Taxon mit ein (womit nahegelegt wird, es habe sich zusammen mit einem Großteil der nordamerikanischen Flora entwickelt), doch andere halten diese asiatischen Himbeeren für zu Rubus idaeus gehörig, wobei sie die eurasiatischen Pflanzen mit Rubus idaeus subsp. (oder var.) idaeus bezeichnen.